# Remington Модель 660
Remington Модель 660 — гвинтівка з ковзним затвором, яку випускала компанія Remington Arms з 1968 по 1971 роки. Гвинтівка призначалася для заміни Моделі 600.

## Історія
Модель 660 виникла на хвилі успіху Моделі 600, яку випускали з 1964 по 1967 роки. В 1968 році Модель 660 представили як перероблену Модель 600. Серед головних змін було прибирання вентильованої планки та збільшення на 2 дюйми довжини ствола. Після 3 років випуску, Модель 660 була знята з виробництва і було представлено Модель 600 Mohawk.

## Варіанти
Модель 660 MagnumВона мала ті самі характеристики, що й стандартна модель, за винятком ламінованої ложі з волоського горіха для додаткової міцності. Вона мала антабки для швидкого знімання ременя та противідкатну накладку.

## Відкликання
Модель 660, разом з багатьма гвинтівками Моделі 600 були відкликані в 1979 році для розв'язання проблеми запобіжника затвора, що інколи могло призвести до випадкового пострілу.